# Wyspy Dziewicze Stanów Zjednoczonych na Letnich Igrzyskach Olimpijskich 1996
Wyspy Dziewicze Stanów Zjednoczonych na Letnich Igrzyskach Olimpijskich 1996 reprezentowało 12 zawodników: sześciu mężczyzn i sześć kobiet. Był to 7 start reprezentacji Wysp Dziewiczych Stanów Zjednoczonych na letnich igrzyskach olimpijskich.

## Skład kadry

### Boks
Mężczyźni
- Jacobo Garcia - waga lekkopółśrednia (do 63,5 kg) - 17. miejsce,

### Lekkoatletyka
Mężczyźni
- Mitch Peters - bieg na 100 m - odpadł w eliminacjach,
- Marlon Williams - maraton - 108. miejsce,

Kobiety
- Ameerah Bello
  - bieg na 200 m - odpadła w ćwierćfinale,
  - bieg na 400 m - odpadła w eliminacjach,
- Maria Noel, Ameerah Bello, Jilma Patrick, Rochelle Thomas - sztafeta 4 x 100 m - odpadły w eliminacjach,
- Flora Hyacinth - skok w dal - 12. miejsce,

### Pływanie
Mężczyźni
- Khemo Rivera - 50 m stylem dowolnym - 53. miejsce,

### Strzelectwo
Mężczyźni
- Bruce Meredith - karabin małokalibrowy leżąc 50 m - 42. miejsce,

### Żeglarstwo
'Mężczyźni
- Paul Stoeken - windsurfing - 23. miejsce,

Kobiety
- Lisa Neuburger - windsurfing - 14. miejsce,